# بولینگ ده پین
بولینگ ده پین (انگلیسی: Ten-pin bowling) نوعی بولینگ است که در آن یک توپ بولینگ را از یک مسیر چوبی یا مصنوعی به سمت ده پین می‌غلتانند. این پین‌ها به‌طور مساوی در چهار ردیف در یک مثلث متساوی الاضلاع قرار گرفته‌اند. هدف این است که هر ده پین در اولین رول توپ (یک ضربه)، یا در صورت شکست در رول دوم (یک یدک) واژگون شوند.
بولینگ ده پین اغلب به صورت ساده با عنوان بولینگ شناخته می‌شود. عبارت ده پین برای تمایز آن از سایر انواع بولینگ مانند چمن، کندلپین، داک پین و پنج پین اضافه شده‌است.